# جائزة بريطانيا الكبرى للدراجات النارية 2015
جائزة بريطانيا الكبرى للدراجات النارية 2015 هو سباق دراجات نارية أقيم بتاريخ 30 أغسطس 2015 في حلبة سلفرستون، سيلفرستون، المملكة المتحدة. كان الجولة الثانية عشر من أصل 18 في سباق الجائزة الكبرى للدراجات النارية موسم 2015. فاز الإيطالي فالنتينو روسي بفئة الموتو جي بي

## وصلات خارجية
- الموقع الرسمي